# 防府競輪場
防府競輪場（ほうふけいりんじょう）は山口県防府市にある競輪場。施設所有および主催は防府市。競技実施はJKA西日本地区本部中四国支部。

## 概要
1949年に開設。地元出身の作家である伊集院静は 「日本一小さな競輪場」と自著に記している。
記念競輪（GIII）として『周防国府杯争奪戦』が開催されており、過去は9月に開催されていたが、近年は9月から11月の間に開催されている。特に2018年度から2023年度にかけては地元の清水裕友が6連覇しており、同一グレードレースの連続優勝の新記録を達成した（清水は2024年は決勝戦5着）。記念競輪以外では、S級シリーズ（FI）として現役時代はマーク屋としてならした石村正利を称え『石村正利記念杯』が開催されているほか、『毛利賞』、『山頭火賞』、中国地区・四国地区で持ち回りの『W・Jカップ』なども開催されている。
特別競輪は1996年・2002年・2006年にふるさとダービー、2015年には共同通信社杯が開催された。今後は、2026年3月19日から22日まで初開催のウィナーズカップの開催が決まった。
2012年11月からは『モーニング競輪』の開催を行っており、2024年度実施のFII開催は全てモーニング競輪となっている。
実況は宮原英治、和田年弘（株式会社JPF）が担当している。かつては宮本隆与が実況を担当していた。
トータリゼータシステムは2024年6月までは日本トーターを採用していたが、機器更新し、同年10月のリニューアル以後は富士通フロンテックを採用している。2011年5月14日の開催からはオッズパークにおいて重勝式投票の「セレクト5・7」を発売し、2012年12月3日からの開催より「ランダム7」が追加で発売されている。

### 場内改修
2022年から約2年間休催し、総工費29億円でメインスタンド建て替えを含むスタンド改築工事を実施。2024年10月5日、リニューアルオープンのイベントとして「防府けいりんこどもまつり」が開催され、同年の記念競輪を上回る4500人近くが来場。
スタンド改築工事とともに、4コーナー付近に無料で貸し出しを行うパンプトラック施設や遊具などを備えた「KEIRINパーク」を設置したほか、スタンド内には子供専用トイレが設置された。また、場内のカフェでは、本格的なコーヒーやスイーツも楽しめるようになっている。

## キャラクター
マスコットキャラクターは当初は、『ホープくん』のみだったが、9人勢揃いした。「ホープ君カップ」というレースが開催されたこともある。
- 1番車 : イッキ
- 4番車 : ハカセ
- 7番車 : アタル

- 2番車 : ヤマト
- 5番車 : キララ
- 8番車 : カレン

- 3番車 : ホープ
- 6番車 : フク
- 9番車 : ニヒル

## バンク特徴
333mを使用している。直線はやや短めだがクセの少ないバンクである。また、競輪場の周囲三方は山（西は天神山）に囲まれており、立地による風の影響がある。

## 交通アクセス
- 山陽本線（JR西日本）防府駅下車、無料送迎バスで約15分。運行日はFI以上の本場開催日で、FII（モーニング競輪）開催日は運行されない。
  - 防府駅より北へ約2.5km。

## 場外車券売場
- 駅前サービスセンター -  防府市天神1-1-30（防府駅から徒歩3分）
- サテライト宇部 - 宇部市大字東岐波字横尾1519-8 ※2011年12月1日オープン

## 歴代記念競輪優勝者
| 年     | 優勝者     | 登録地 |
| ------ | ---------- | ------ |
| 2003年 | 加倉正義   | 福岡   |
| 2004年 | 市田佳寿浩 | 福井   |
| 2005年 | 富弥昭     | 山口   |
| 2007年 | 加倉正義   | 福岡   |
| 2008年 | 山口富生   | 岐阜   |
| 2009年 | 浅井康太   | 三重   |
| 2010年 | 井上昌己   | 長崎   |
| 2011年 | 平原康多   | 埼玉   |
| 2012年 | 井上昌己   | 長崎   |
| 2013年 | 浅井康太   | 三重   |
| 2014年 | 岩津裕介   | 岡山   |
| 2016年 | 北津留翼   | 福岡   |
| 2017年 | 和田真久留 | 神奈川 |
| 2018年 | 清水裕友   | 山口   |
| 2019年 | 清水裕友   | 山口   |
| 2020年 | 清水裕友   | 山口   |
| 2021年 | 清水裕友   | 山口   |
| 2022年 | 清水裕友   | 山口   |
| 2023年 | 清水裕友   | 山口   |
| 2024年 | 松本貴治   | 愛媛   |
| 2026年 |            |        |

※1節4日間制開催となった、2002年4月以降の歴代記念競輪優勝者を列記。